# Miguel Contreras Torres
Miguel Contreras Torres (Morelia, 28 de setembre de 1899 - Ciutat de Mèxic, 5 de juny de 1981) va ser un director de cinema, productor i actor mexicà.

## Filmografia parcial
- Juárez y Maximiliano (1934)
- No te engañes corazón (1936)
- The Mad Empress (1939)
- Simón Bolívar (1942)
- María Magdalena: Pecadora de Magdala (1946)
- Pancho Villa Returns (1950)
- Bajo el cielo de España (1953)
- Tehuantepec (1954)